# Colocasiomyia pararenga
Colocasiomyia pararenga är en tvåvingeart som beskrevs av Toyohi Okada 1990. Colocasiomyia pararenga ingår i släktet Colocasiomyia och familjen daggflugor. Inga underarter finns listade i Catalogue of Life.